# Playa del Rey (Los Ángeles)
Playa del Rey es una comunidad costera dentro de la ciudad de Los Ángeles, California. Su código postal es 90293 y el código de área 310. Según las estimaciones de su población en el 2005, el distrito tenía 8,600 personas.

## Geografía
Playa del Rey se encuentra justo sobre el nivel del mar, debajo de Westchester, en una planicie inundada (hasta 1824, la desembocadura del Río de L.A.) que se inclina gradualmente al norte de las Sierra de Santa Mónica. Las colinas fueron el resultado de las dunas de arenas, formadas por el viento y que se ejercen a los 125 pies sobre el nivel del mar, y con prominentes y empinadas dunas de forma paralela en toda la costa, desde Playa del Rey hasta el Sur en Palos Altos.
La comunidad limita al oeste con el océano Pacífico, al noreste con Marina del Rey y al norte con Ballona Creek, Playa Vista al noreste, Westchester al este y al sur con El Segundo.

## Servicios de emergencia

### Cuerpo de bomberos
La estación 5 del Cuerpo de Bomberos de Los Ángeles sirve a las zonas de Westchester/LAX.

### Departamento de Policía
El Departamento de Policías de Los Ángeles opera la estación Comunitaria Policial del Pacífico en 12312 Culver Boulevard, 90066, y sirve al barrio.

## Escuelas
Playa del Rey está dentro del Distrito Escolar Unificado de Los Ángeles.
- Centro Cristinao para Niños del Rey (Preescolar: 6 semanas a Pre-K)
- Paseo del Rey Natural Science Magnet (especialmente para Kindergarten)
- Loyola Village Elementary School o Kentwood Elementary School y (1-5)
- Orville Wright Middle School (6-8)
- Westchester High School (9-12)

Instituto San Bernardo es una escuela privada del área.

## Residentes famosos
- Djimon Hounsou, actor
- Phil Jackson, entrenador de Los Angeles Lakers.[3]
- Anissa Jones, exactriz infantil.[4]
- Donda West, madre del artista de hip-hop Kanye West.[5]
- Christy Hemme, luchador profesional